# Monodelphis vossi
Monodelphis vossi — вид родини опосумових (Didelphidae). Це ендемік бразильського штату Рорайма. Його природне місце проживання — савани. Довжина від голови до крупа становить 12,7–16,2 см, а хвіст — 7,2–9,3 см. Відрізняється від інших видів Monodelphis сплощеним черепом. Названий на честь американського теріолога Роберта С. Восса.